# Мончиньский, Кшиштоф
Кшиштоф Мончиньски (пол. Krzysztof Mączyński; 23 мая 1987, Краков, Польша) — польский футболист, полузащитник, выступающий за клуб «Легия» и сборную Польши. Участник чемпионата Европы 2016 года.

## Клубная карьера
Мончиньский — воспитанник клуба «Висла» из своего родного города. В 2007 году он дебютировал в чемпионате Польше. 28 ноября в поединке Кубка Польши против «Гурника» Кшиштоф забил свой первый гол за «Вислу». В составе «Видзева» Мончиньский дважды стал чемпионом Польши. Летом 2009 года он на правах аренды перешёл в «Лодзь». 30 августа в матче против «Вислы» из Плоцка Мончиньский дебютировал за новую команду. 7 ноября в поединке против «Варта» Кшиштоф забил свой первый гол за «Лодзь». Летом 2011 года он перешёл в «Гурник». 5 августа в матче против «Видзева» Мончиньский дебютировал за новую команду. 1 декабря 2012 года в поединке против своей бывшей команды «Вислы» он забил свой первый гол за «Гурник».
В начале 2014 года Кшиштоф перешёл в китайский «Гуйчжоу Жэньхэ». 8 марта в матче против «Цзянсу Сунин» он дебютировал в чемпионате Китая. 23 марта в поединке против «Ляонин Хунёнг» Мончиньский забил свой первый гол за новую команду. В том же году он помог «Гуйчжоу Жэньхэ» завоевать Суперкубок Китая. Летом 2015 года Кшиштоф вернулся в родную «Вислу».
Летом 2017 года Мончиньский перешёл в «Легию». 15 июля в матче против «Гурника» из Забже он дебютировал за новую команду. 11 августа в поединке против «Пяста» Кшиштоф забил свой первый гол за «Легию».

## Международная карьера
15 ноября 2013 года в товарищеском матче против сборной Словакии Мончиньский дебютировал за сборную Польши. 14 октября 2014 года в отборочном матче чемпионата Европы 2016 против сборной Шотландии он забил свой первый гол за национальную команду.
Летом 2016 года в составе сборной Кшиштоф принял участие в чемпионате Европы во Франции. На турнире он сыграл в матчах против сборных Северной Ирландии, Германии, Швейцарии и Португалии.

### Голы за сборную Польши
| #   | Дата            | Место                                 | Противник  | Счёт | Результат | Соревнование                       |
| --- | --------------- | ------------------------------------- | ---------- | ---- | --------- | ---------------------------------- |
| 01. | 14 октября 2014 | Национальный стадион, Варшава, Польша | Шотландия  | 1:0  | 2:2       | Чемпионат Европы 2016 квалификация |
| 02. | 8 октября 2017  | Национальный стадион, Варшава, Польша | Черногория | 1:0  | 4:2       | Чемпионат Европы 2016 квалификация |

## Достижения
Командные
 «Висла» (Краков)
- Чемпионат Польши по футболу — 2007/2008
- Чемпионат Польши по футболу — 2008/2009

 «Гуйчжоу Жэньхэ»
- Обладатель Суперкубка китайской ассоциации — 2014